# La forza del destino
La forza del destino (La força del destí) és una òpera en quatre actes de Giuseppe Verdi. El llibret va ser escrit per Francesco Maria Piave, basat en el drama castellà Don Alvaro o La Fuerza de Sino (1835), d'Ángel de Saavedra, Duc de Rivas, amb una escena adaptada de l'obra Wallensteins Lager, de Friedrich von Schiller.

## Origen i context
Després de l'estrena d'Un ballo in maschera (1859), Verdi va passar dos anys sense compondre res. Van ser els anys de la batalla de Solferino, l'alliberació del sud per Garibaldi i la unificació d'Itàlia; a més del seu casament a Savoia amb la soprano Giuseppina Strepponi. El seu compromís amb la causa italiana va fer que el 1861 fos anomenat, a pesar seu, diputat per Borgo San Domino al nou parlament. Va ser precisament aquest mateix any durant una visita a Torí per tal de convèncer Cavour de la renúncia com a diputat, que van arribar a casa seva dues cartes amb l'encàrrec de fer una òpera pel Teatre Imperial (després Teatre Mariïnski) de Sant Petersburg, que s'havia d'estrenar aquell hivern. No va tardar gaire a acceptar, ja que les condicions eren prou avantatjoses: era lliure per triar el tema i el llibretista, i conservaria els drets sobre l'obra.
La primera idea que va tindre va ser adaptar el drama Ruy Blas de Victor Hugo, però va canviar la seva opinió en veure que era massa polèmica per la cort del Tsar Alexandre II. En el contracte que va signar al mes de juny ja apareixia especificat que es basaria en l'obra teatral Don Álvaro o la fuerza del sino, d'Ángel de Saavedra, Duc de Rivas, que Verdi va conèixer mitjançant la traducció a l'italià de Francesco Sanseverino. Per al llibret va confiar de nou en el seu amic Francesco Maria Piave, amb qui començà a treballar al juliol, i va demanar permís a Andrea Maffei per agafar certs passatges de la seva traducció del Wallensteins Lager de Schiller.
Alguns dels canvis necessaris que va patir l'argument de l'obra original van ser: la fusió dels dos germans de Leonora en un només, la supressió de molts personatges secundaris, l'ambientació del final a Velletri (Itàlia) i no a Sevilla, i l'aparició de la gitana Preziosilla al campament dels soldats, com a mestressa de cerimònies.
El treball de Piave estava molt condicionat al que Verdi volia en cada escena. Sabia que no havia de deixar espai perquè decaigués la tensió dramàtica en les escenes d'acció, i demanava els versos en conseqüència: [en el IV acte] "el cantabile de Leonora quan és ferida és llarg i avorrit..." escriu en una carta.
El novembre de 1861 l'òpera estava pràcticament completada, llevat de la instrumentació, i Verdi ja havia pensat quins cantants volia que l'estrenaren. Malauradament, al desembre van haver de cancel·lar per indisposició de la prima donna, abans que començaren els assajos, i es va ajornar el treball definitiu sobre la instrumentació.
Al setembre de 1862, Verdi va tornar a Rússia amb l'òpera ja completada. L'estrena a la capital de l'Imperi Rus va tenir lloc el 10 de novembre de 1862 (29 d'octubre de 1862, segons el calendari julià, encara en vigor fins al 1918) i, encara que no va ser un èxit rotund, Verdi va rebre les felicitacions del tsar Alexandre II de Rússia, que va acudir a la quarta representació, i de la crítica oficial. Alguns diaris van comentar que era massa llarga, però les representacions es van omplir amb públic nit rere nit.
Després d'algunes ulteriors revisions, van tenir lloc poc després interpretacions a Roma el 1863 (com a Don Alvaro) i Madrid, al Teatro Real, amb l'assistència del mateix Verdi i la presència del Duc de Rivas entre el públic. L'òpera, posteriorment, va viatjar a Nova York i Viena (1865), Buenos Aires (1866) i Londres (1867).
Verdi va encomanar a Piave una revisió del llibret per a l'estrena italiana. Pel que sembla era massa violenta, «hem de buscar la forma d'evitar tots aquests morts», li va escriure al llibretista Piave. Aquest va emmalaltir i el compromís va recaure en Antonio Ghislanzoni, qui va alterar radicalment el final (en la primera versió Don Álvaro se suïcida tirant-se des d'un penya-segat), el tercer acte i algunes altres parts. Verdi a més va compondre una nova obertura (reemplaçant al breu preludi) que era una llarga introducció amb els motius de l'òpera; l'afegit d'una escena final en l'Acte III, després del duel entre Carlos i Álvaro. L'estrena d'aquesta segona versió, la més coneguda i gravada actualment, va ser el 27 de febrer de 1869 en el Teatre alla Scala de Milà. És la que s'ha convertit en la versió "estàndard".

## Representacions
Va ser estrenada al Teatre Imperial Bolxoi Kamenny de Sant Petersburg, el 10 de novembre de 1862. Després d'algunes revisions, va ser representada l'any 1863 a Roma (amb el títol de Don Alvaro) i poc després a Madrid (amb la presència al teatre del mateix Duc de Rivas). Més tard es va estrenar a Nova York i Viena (1865), Buenos Aires (1866) i Londres (1867).
Verdi va fer una altra revisió, amb addicions del llibretista Antonio Ghislanzoni, que va estrenar-se a La Scala, Milà, el 27 de febrer de 1869. Aquesta darrera ha esdevingut la versió estàndard que habitualment es representa.
La forza del destino té fama de mala sort, perquè tant la seva composició com la seva estrena van estar plagades de desgràcies i contratemps que van perdurar molts anys. Així, la nit del 4 de maig de 1960, sobre l'escenari del Metropolitan Opera House de Nova York, el baríton nord-americà Leonard Warren va morir mentre cantava É salvo! O gioia!.
Una edició crítica de totes les versions de l'òpera (incloent material de la partitura original de l'any 1861 que mai s'havia interpretat tal com es va escriure) ha estat preparada pel musicòleg Philip Gossett de la Universitat de Chicago. L'edició crítica de la versió de 1869 va ser interpretada per l'Òpera de Sant Francisco al novembre de 2005 mentre que el Caramoor International Music Festival va fer una versió de concert de la versió de 1862 juntament amb peces vocals mai reformades de la versió de 1861 en el festival de juliol de 2008. L'article de Gossett sobre les diferències entre les versions s'inclouen a la pàgina web de Caramoor.
La forza del destino forma part del repertori operístic habitual. N'hi ha un gran nombre de gravacions discogràfiques i es representa molt sovint.

## Argument
Lloc: Espanya i Itàlia
Temps: al voltant de 1750

### Acte I
Don Álvaro és un jove noble procedent de les colònies americanes espanyoles (presumiblement de Perú) que és en part de sang indígena i que s'ha establert a Sevilla, on no és massa conegut. S'enamora de Leonora, la filla del marquès de Calatrava, qui ha decidit que la seva filla ha de casar-se amb un home de la més elevada posició. Leonora, que coneix les intencions de son pare i que està profundament enamorada de Don Álvaro, determina fugir amb aquest, ajudada per la seva donzella Curra. En el moment de la fugida té el sobtat desig d'acomiadar-se de son pare. Inesperadament aquest apareix i descobreix Don Álvaro, a qui tracta de matar. Don Álvaro, per tal de deixar clara la puresa de Leonora, decideix rendir-se al marquès. Dissortadament la seva pistola es dispara de forma accidental i fereix de mort el marquès, que mor maleint la seua filla. Don Álvaro fuig.

### Acte II
L'alcalde, alguns traginers i Don Carlo de Vargas, germà de Leonora, es troben en una posada del poble d'Hornachuelos, a prop de Còrdova. Don Carlo busca Don Álvaro per venjar la mort de son pare i està disfressat d'estudiant de Salamanca, sota el nom fictici de Pereda. Arriba Leonora vestida d'home. Durant el sopar, Preziosilla, una jove gitana llegeix el futur a uns joves i els exhorta a allistar-se a l'exèrcit i marxar a la guerra per a la llibertat d'Itàlia, el que tots acorden fer. En un bell solo, Don Carlo els narra la mort de son pare. Leonora el sent i pot escapolir-se per evitar que el seu germà la descobreixi. Es refugia en un monestir, dient-li a l'abat el seu nom vertader i confessant-li la seva intenció de romandre-hi la resta de la seva vida com a eremita. Després que l'abat l'hagi previngut de les proves que haurà de superar, marxa a la cova que serà la seva llar.

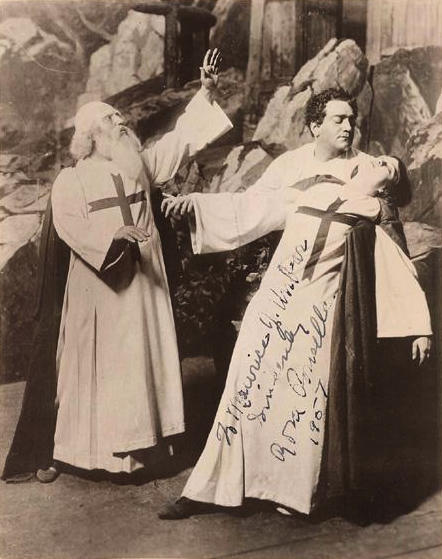
Enrico Caruso i Rosa Ponselle en el quart acte de 'La forza del destino'

### Acte III
Mentrestant Don Alvaro s'ha allistat a l'exèrcit espanyol sota el nom de Don Federico Herreros. Una nit salva la vida de Don Carlo, que també es troba a l'exèrcit sota el nom de don Félix Bornos. Esdevenen amics íntims i lluiten plegats en la batalla. En un dels encontres, Don Alvaro resulta ferit, i creient-se a les portes de la mort confia a Don Carlo una cartera que conté un lligat de cartes que hauran de ser destruïdes si mor. Fa jurar a Don Carlo que no llegirà les cartes; però aquest comença a sospitar del seu amic, obre la cartera i hi troba un retrat de la seua germana. En aquest moment un cirurgià manifesta que Don Alvaro es recuperarà de les ferides. Don Carlo es mostra content, perquè podrà venjar-se de la mort de son pare. L'escena canvia a un camp prop de Velletri (Itàlia), on Don Carlo i Don Alvaro es baten en duel. Don Alvaro creu que ha matat el seu oponent. Per expiar la culpa, Don Alvaro decideix ingressar en un monestir.

### Acte IV
Don Àlvaro ha ingressat al monestir d'Hornachuelos, prop de la cova on Leonora du una vida d'eremita sota el nom de Pare Rafael. Don Carlo arriba ja guarit de la seva ferida i obliga a Don Álvaro a lluitar de nou. Trien com a lloc el terreny situat al costat de la cova de Leonora, i Don Carlo resulta ferit de mort. Álvaro demana ajuda a crits i Leonora, reconeixent la seva veu acudeix. Veient el germà moribund s'inclina cap a ell, i aquest l'assassina amb el seu punyal. A partir d'ací, hi ha dos possible finals: el més tràgic és que Don Àlvaro se suïcida despenyant-de des d'unes roques pròximes, abans que apleguen els monjos tot entonant un Miserere. El segon final possible és que el Pare Guardià i Álvaro es queden a l'escenari lamentant la mort de Leonor.

## Anàlisi musical

### Preludi (versió de 1862)
Al contrari que en la tradició dominant italiana, Verdi comença aquest preludi amb un tema de l'òpera tal qual, sense alterar la seua fisonomia, de manera que és perfectament reconeixible pel públic, i només va variant l'orquestació. Comença amb els acords del vent metall a l'uníson, com si fos una crida d'atenció, per després desenvolupar el tema principal. Aquest adquireix vida pròpia dividint-se en petits motius que conformen una ventolada de semicorxeres que porta de nou als unísons del metall. El motiu del destí és tota una declaració d'intencions que té lloc abans d'alçar-se el teló, i no merament un extracte musical d'una part de l'òpera.
Després, en la trista i coneguda melodia que toquen clarinets, flautes i oboès, sí que trobem cites de la "seguidilla" del segon acte i, més tard, en la melodia dels violins, de l'ària de Leonora "Madre, pietosa vergine", mentres els baixos continuen insistentment amb el tema del principi. La concatenació de ponts modulants, sempre formant un intèrval de sexta descendent, és una de les senyes d'identitat de l'obra, i s'associen quasi exclusivament amb l'heroi i l'heroïna. El crescendo ens porta violentament a una turbulenta seqüència, treta del desenllaç original en què don Àlvaro es llançava per un penya-segat. Després del clímax en fortissísimo, quatre compasos de tresets descendents sobre els acords del vent porten a la cadença final en mi menor y pianíssimo.

### Obertura (versió de 1869)
Els primers 77 compasos són exactament iguals als dels preludi anterior, excepte per un parell de millores. No obstant, després de la melodia dels violins ("Andante mossso") hi ha un desenvolupament més rítmic preparat per les semicorxeres de la corda cap a una cadença més emfàtica en mi menor. Després d'una pausa, un tema nou en mi major és anunciat inesperadament pel clarinet acompanyat amb l'arpa, i també s'associa amb Leonora. Els metalls retornen a l'acció amb el tema del Pare Guardiano "A te sia lode, Dio clemente" del duet amb Leonora al segon acte. Les figures de la corda a l'uníson adquireixen el significat inequívoc del llamp que provoquen les espases en lluita. De nou es desenvolupa el tema del destí en seqüències que tornen a mi major, i la coda continua amb els violins fent tresets i una barreja de tots els temes anteriors fins al forte final, que deixa a l'audiència sorpresa i a punt per al començament de la funció.
Malgrat que aquesta obertura es troba ben lluny de l'estructura clàssica, i concentra tots els temes de l'òpera, és una de les més populars de Verdi quan s'interpreta de manera separada en concert.

## Àries i números de conjunt destacats

### Acte I
- Me pellegrina ed orfana (Leonora): aquesta ària expressa la indecisió que provoca en Leonora la fugida amb don Àlvaro, lluny de la seua família i llar. Oscil·la entre el mode major i menor, les frases que comencen de manera regular canvien de sobte, així com l'articulació, està plena d'appoggiatures i dissonàncies i l'estructura formal és més propera a la rapsòdia que a un cantabile o romanza tradicional.[1] De l'acompanyament destaca el solo de violoncel.

- Ah! Per sempre, o mio bell' angeli (Don Àlvaro, Leonora, Curra): la primera intervenció de don Àlvaro, que entra per la finestra animosament i cantant el seu amor (la melodia de "ma d'amor si puero e santo" és quasi el seu leitmotiv, l'identifica al llarg de l'obra). Leonora no acaba de decidir-se, i li demana d'esperar un dia més per fugir ("dimani si partirà"), la qual cosa el fa dubtar i desconfiar, però ella li declara el seu amor incondicional ("O anch'io tu'l sai, t'amo io tanto'", "Son tua col core e colla vita") i finalment es reconcilien en una cabaletta ("Seguirti fine agli ultimi").[1]

### Acte II
- Al suon del tamburo (Preziosilla, Don Carlo de Vargas, un Alcalde, cor): la cançó de presentació del personatge de Preziosilla, que no té res a veure amb el de l'obra original del duc de Rivas, recull la tradició de les òperes buffes del segle xviii, alabant la vida militar. Es tracta d'una cançó estrófica amb tornada: totes les estrofes són musicalment diferents, però la tornada crea l'efecte d'un rondó amb episodis. La caixa té gran protagonisme com a símbol de l'exèrcit.[1]
- Son Pereda, son rico d'onore (Don Carlo de Vargas): amb aquesta ballada, don Carlo es fa passar per un estudiant de Salamanca i conta com va morir el seu pare, fingint que és un amic de la família Vargas i que està ajudant a don Carlo a trobar la seua germana. L'estructura també és de rondó i va acompanyada de la indicació "con eleganza". Rep influència de Donizetti.[1]
- Son giunta! (Leonora): reapareix el tema de l'obertura, i és interromput per Leonora que, per fi, ha arribat al seu refugi definitiu. Ha sentit el seu germà dir que don Àlvaro ha partit en vaixell cap a Sud-amèrica i se sent abandonada. L'ària Madre, pietosa Vergine amb el cor de frares de fons és una plegària amb la qual calma la seua agitació.[1]

- La Vergine degli angeli (cor de frares, Leonora): es tracta del final de l'acte. El cor, acompanyat per la secció de violoncels en pizzicati, canta un senzill himne demanant protecció a la Verge dels Àngels, i Leonora repeteix la melodia acompanyada per l'arpa. No obstant, encara que semble que Leonora per fi es troba segura, el motiu del final (mib-re-sol) en el greu de l'orquestra presagia la tragèdia.[1]

### Acte III
- Solenne in quest'ora
- Urna fatale del mio destino

### Acte IV
- Pace, Pace, mio Dio

## Llibret
- Llibret (italià)